# Кальретикулін
Кальретикулін (англ. Calreticulin) – білок, який кодується геном CALR, розташованим у людей на короткому плечі 19-ї хромосоми.  Довжина поліпептидного ланцюга білка становить 417 амінокислот, а молекулярна маса — 48 142.
| 10         |  | 20         |  | 30         |  | 40         |  | 50         |
| ---------- |  | ---------- |  | ---------- |  | ---------- |  | ---------- |
| MLLSVPLLLG |  | LLGLAVAEPA |  | VYFKEQFLDG |  | DGWTSRWIES |  | KHKSDFGKFV |
| LSSGKFYGDE |  | EKDKGLQTSQ |  | DARFYALSAS |  | FEPFSNKGQT |  | LVVQFTVKHE |
| QNIDCGGGYV |  | KLFPNSLDQT |  | DMHGDSEYNI |  | MFGPDICGPG |  | TKKVHVIFNY |
| KGKNVLINKD |  | IRCKDDEFTH |  | LYTLIVRPDN |  | TYEVKIDNSQ |  | VESGSLEDDW |
| DFLPPKKIKD |  | PDASKPEDWD |  | ERAKIDDPTD |  | SKPEDWDKPE |  | HIPDPDAKKP |
| EDWDEEMDGE |  | WEPPVIQNPE |  | YKGEWKPRQI |  | DNPDYKGTWI |  | HPEIDNPEYS |
| PDPSIYAYDN |  | FGVLGLDLWQ |  | VKSGTIFDNF |  | LITNDEAYAE |  | EFGNETWGVT |
| KAAEKQMKDK |  | QDEEQRLKEE |  | EEDKKRKEEE |  | EAEDKEDDED |  | KDEDEEDEED |
| KEEDEEEDVP |  | GQAKDEL    |  |            |  |            |  |            |

A: Аланін

C: Цистеїн

D: Аспарагінова кислота

E: Глутамінова кислота

F: Фенілаланін

G: Гліцин

H: Гістидин

I: Ізолейцин

K: Лізин

L: Лейцин

M: Метіонін

N: Аспарагін

P: Пролін

Q: Глутамін

R: Аргінін

S: Серин

T: Треонін

V: Валін

W: Триптофан

Цей білок за функцією належить до шаперонів. 
Білок має сайт для зв'язування з іонами металів, іоном цинку, іоном кальцію, лектинами. 
Локалізований у цитоплазмі, позаклітинному матриксі, ендоплазматичному ретикулумі, саркоплазматичному ретикулумі.
Також секретований назовні.